# Ибрагимов, Осман Магомедович
Осман Магомедович Ибрагимов (18 сентября 1958, Шамхал-Янги-Юрт, Кизилюртовский район, Дагестанская АССР, РСФСР, СССР) — российский актёр театра, театральный режиссёр. Режиссёр-постановщик Кумыкского музыкально-драматического театра им. А.-П. Салаватова. 

## Биография
Родился 18 сентября 1958 в селе Шамхал-Янги-Юрт, Кизилюртовского района (ныне — Кумторкалинский район). По национальности — кумык. Окончил среднюю школу в селе Султан-Янги-Юрт.  В 1992 году окончил Высшее театральное училище имени Б.В.Щукина при Государственном театре имени Е.Б. Вахтангова по специальности: актёр драматического театра и кино. В 1995 году он закончил режиссёрский факультет того же училища имени Б. В. Щукина по специальности: режиссёр драматического театра. Его учителями были: Владимир Этуш, Владимир Шлезингер, Евгений Симонов, Юрий Любимов, Александр Паламищев , Владимир Эуфер, и другие. Вернувшись в Дагестан он начал работать в Кумыкском театре, где он проявляет себя как актёр и режиссёр. В 2011 году был приглашён в Табасаранский театр, поставил несколько спектаклей. В 2014 году поставил спектаклю «Бэла» по Михаилу Лермонтову. Также он известен как исполнитель «йыров», то есть произведений кумыкского национального фольклора.

## Избранные театральные роли
- «Молла Насрутдин» (Амир Курбанов)
- «Шамхал Тарковский» (Баммат Атаев)
- «Слепая любовь» (В.Барончука)
- «Шими Дербенди» (П. Щербатов)
- «Свадьба»
- «Пир во время чумы» (А. С. Пушкин)

## Избранные театральные постановки
- «Йырчи Казак» (Наби Дагиров)
- «Забыть Нерострата» (Григорий Горин)
- «Коварство и любовь» (Фридрих Шиллер)
- «Записки сумасшедшего» (Николай Гоголь)
- «Кукла» (Шота Чкадуа)
- «Будьте, мужчины счастливы!» (собственное произведение)
- «Чорбар» (собственное произведение)
- «Бэла» (А. С. Пушкин)

## Звания и награды
- Заслуженный деятель искусств Дагестана